# インフィニット (企業)
株式会社インフィニット（英: infinite）は、日本のアニメプロデュース会社。主に「インフィニット」「infinite」とクレジットされる。

## 歴史
2010年9月、スターチャイルド、バンダイビジュアルでプロデューサーを務めた永谷敬之が独立し設立。本社は当初千葉県船橋市に所在していたが、後に東京都新宿区へ移転。
2023年、制作スタジオとして「EVOLROAR（エヴォルロア）」を設立し、同時にコンテンツの共同開発と各社の強みを活かした発想によるアニメ業界の発展への貢献を目的にROLL2と業務提携を締結。
2024年、本社を東京都新宿区西新宿7丁目22番45号 KDX西新宿ビル201から東京都杉並区上荻2丁目37番7号 ウインローダービル2Fへ移転。
設立当初は代表である永谷がプロデュースを担当した『true tears』からの流れでP.A.WORKSの作品を多くプロデュースしていたが、2025年現在は他社の制作作品も多く手掛けている。

## 作品

### テレビアニメ
| 放送年 | タイトル                        | 監督                    | シリーズ構成      | 制作スタジオ                  | 原作       | 備考         |
| ------ | ------------------------------- | ----------------------- | ----------------- | ----------------------------- | ---------- | ------------ |
| 2011年 | 花咲くいろは                    | 安藤真裕                | 岡田麿里          | P.A.WORKS                     | オリジナル |              |
| 2012年 | TARI TARI                       | 橋本昌和                | 橋本昌和          | P.A.WORKS                     | オリジナル | プロデュース |
| 2013年 | 凪のあすから                    | 篠原俊哉                | 岡田麿里          | P.A.WORKS                     | オリジナル | プロデュース |
| 2013年 | はたらく魔王さま！              | 細田直人                | 横谷昌宏          | WHITE FOX                     | 小説       |              |
| 2014年 | 天体のメソッド                  | 迫井政行                | 久弥直樹          | Studio 3Hz                    | オリジナル | プロデュース |
| 2014年 | SHIROBAKO                       | 水島努                  | 横手美智子        | P.A.WORKS                     | オリジナル | プロデュース |
| 2014年 | グラスリップ                    | 西村純二                | 佐藤梨香 西村純二 | P.A.WORKS                     | オリジナル | プロデュース |
| 2016年 | フリップフラッパーズ            | 押山清高                | 綾奈ゆにこ        | Studio 3Hz                    | オリジナル | プロデュース |
| 2016年 | 装神少女まとい                  | 迫井政行                | 黒田洋介          | WHITE FOX                     | オリジナル | プロデュース |
| 2016年 | レガリア The Three Sacred Stars | 登坂晋                  | 小柳啓伍          | アクタス                      | オリジナル | プロデュース |
| 2016年 | クロムクロ                      | 岡村天斎                | 檜垣亮            | P.A.WORKS                     | オリジナル | プロデュース |
| 2017年 | ゼロから始める魔法の書          | 平川哲生                | N/A               | WHITE FOX                     | 小説       | プロデュース |
| 2018年 | 色づく世界の明日から            | 篠原俊哉                | 柿原優子          | P.A.WORKS                     | オリジナル | プロデュース |
| 2018年 | 天狼 Sirius the Jaeger          | 安藤真裕                | 小柳啓伍          | P.A.WORKS                     | オリジナル | プロデュース |
| 2018年 | citrus                          | 高橋丈夫                | ハヤシナオキ      | パッショーネ                  | 漫画       | プロデュース |
| 2019年 | グランベルム                    | 渡邊政治                | 花田十輝          | Nexus                         | オリジナル | プロデュース |
| 2020年 | A3! SEASON SPRING & SUMMER      | 中園真登 篠原啓輔       | ハヤシナオキ      | P.A.WORKS Studio 3Hz          | ゲーム     | プロデュース |
| 2020年 | A3! SEASON AUTUMN & WINTER      | 迫井政行                | ハヤシナオキ      | P.A.WORKS Studio 3Hz          | ゲーム     | プロデュース |
| 2020年 | ひぐらしのなく頃に業            | 川口敬一郎              | ハヤシナオキ      | パッショーネ                  | ゲーム     | プロデュース |
| 2021年 | ひぐらしのなく頃に卒            | 川口敬一郎              | ハヤシナオキ      | パッショーネ                  | ゲーム     | プロデュース |
| 2021年 | 白い砂のアクアトープ            | 篠原俊哉                | 柿原優子          | P.A.WORKS                     | オリジナル | プロデュース |
| 2022年 | はたらく魔王さま!!              | 筑紫大介                | 横谷昌宏          | Studio 3Hz                    | 小説       | プロデュース |
| 2023年 | 私の百合はお仕事です!           | さんぺい聖              | ハヤシナオキ      | パッショーネ スタジオリングス | 漫画       | プロデュース |
| 2023年 | はたらく魔王さま!!2nd Season    | 筑紫大介                | 横谷昌宏          | Studio 3Hz                    | 小説       | プロデュース |
| 2024年 | 恋は双子で割り切れない          | 中西基樹                | 横手美智子        | ROLL2                         | 小説       | プロデュース |
| 2025年 | 私を喰べたい、ひとでなし        | 葛谷直行（総） 鈴木裕輔 | 広田光毅          | スタジオリングス              | 漫画       | プロデュース |
| 未公表 | きみが死ぬまで恋をしたい        | かくちたくだい          | 花田十輝          | ROLL2                         | 漫画       | プロデュース |
| 未公表 | 悪役令嬢の中の人                | 未公表                  | 未公表            | 未公表                        | 小説 漫画  | プロデュース |

### 劇場アニメ
| 公開年 | タイトル                            | 監督                    | 脚本         | 制作スタジオ | 原作       | 備考         |
| ------ | ----------------------------------- | ----------------------- | ------------ | ------------ | ---------- | ------------ |
| 2013年 | 劇場版 花咲くいろは HOME SWEET HOME | 安藤真裕                | 岡田麿里     | P.A.WORKS    | オリジナル | プロデュース |
| 2019年 | BLACKFOX                            | 野村和也（総） 篠原啓輔 | ハヤシナオキ | Studio 3Hz   | オリジナル | プロデュース |
| 2020年 | 劇場版 SHIROBAKO                    | 水島努                  | 横手美智子   | P.A.WORKS    | オリジナル | プロデュース |

### Webアニメ
| 公開年 | タイトル                                  | 監督     | 制作スタジオ | 原作       | 備考 |
| ------ | ----------------------------------------- | -------- | ------------ | ---------- | ---- |
| 2019年 | 天体のメソッド 第17話『もうひとつの願い』 | 迫井政行 | Studio 3Hz   | オリジナル | 製作 |